# Willancourt
Willancourt est un village de la commune belge de Musson située en Région wallonne dans la province de Luxembourg. Il fait partie de la section de Musson.
Il est souvent nommé dans le concours des plus beaux villages fleuris de Wallonie.

## Géographie
Ce village gaumais se trouve au nord de Musson. L'unique route qui y passe le relie, d'une part à Baranzy et d'autre part à Meix-le-Tige ou Rachecourt.

## Démographie
Le village de Willancourt compte, au 1er janvier 2013, une population de 349 habitants dont 171 hommes et 178 femmes. On dénombre également 12 étrangers.

## Curiosités
- L'église Saint-Walfroid, de style néo-roman.

## Sports
Le village dispose d'un terrain de moto-cross où sont régulièrement organisées des compétitions de moto, de VTT ou de quad mais aussi d'un terrain multisports dans le centre du village.